# Sillböle bassäng
Sillböle bassäng (fi. Silvolan tekojärvi) är en konstgjord sjö i stadsdelen Övitsböle i Vanda stad. Bassängen ägs dock av Helsingfors stad. Den är huvudstadsregionens största reservoar och innehåller 5 miljoner kubikmeter sötvatten. Bassängen är en viktig del av Helsingforsregionens vattenförsörjning och används som reservkälla för dricksvatten och som tryckutjämnare för det vatten som pumpas via Päijännetunneln. 
Vattnet i Sillböle bassäng kommer från sjön Päijänne via världens längsta sammanhängande bergstunnel på 120 kilometer. Päijännetunneln blev klar på 1980-talet, men bassängen togs i bruk redan den 10 maj 1962. Den innehåller 5 miljoner kubikmeter sötvatten, är 17 meter djup och täcker 47,3 hektar. Längden är cirka 1 kilometer och bredden 0,5 kilometer. Nästan en miljon människor får sitt bruksvatten via Sillböle bassäng. Vattnet renas och pumpas vidare till Långforsens och Gammelstadens vattenreningsverk. 
Det är svårt att beundra sjöns landskap, eftersom den är omgiven av staket, har videoövervakning och är bevakad. Att röra sig på området kan leda till högst 50 dagsböter enligt 52 § i Polislagen. Det är av högsta vikt med tanke på Helsingforsregionens vattenförsörjning att vattenkvaliteten är på toppnivå i Sillböle bassäng. Dessutom finns det en risk att bli insugen i vattenrör ifall man simmar i sjön.
Sillböle bassäng ligger 42,1 meter över havet. Arean är 47 hektar och strandlinjen är 3,09 kilometer lång. Sjön  ingår i Vanda å huvudavrinningsområde.   I omgivningarna runt Sillböle bassäng växer i huvudsak barrskog.